# Portrait in Jazz
Portrait in Jazz è un album discografico del pianista jazz statunitense Bill Evans, pubblicato nel 1960 dall'etichetta Riverside Records.

## Descrizione
Otto mesi dopo la trionfale collaborazione con Miles Davis per l'album Kind of Blue, Evans registrò Portrait in Jazz con un nuovo gruppo (il Bill Evans Trio), producendo uno dei dischi che avrebbero cambiato le direzioni nelle quali si muoveva il jazz moderno.
Nello specifico, il suono del contrabbasso di LaFaro è promosso, dal ruolo di mero strumento di accompagnamento, ad uno status di importanza equivalente a quello del piano (anche se non ancora come nel successivo album Sunday at the Village Vanguard).
Il disco è uno degli album di Evans più movimentati e swing (nonostante la presenza di numerose ballate lente).

## Tracce
1. Come Rain or Come Shine (Harold Arlen, Johnny Mercer) – 3:19
2. Autumn Leaves (take 1) (Joseph Kosma, Jacques Prévert, Mercer) – 5:54
3. Autumn Leaves (mono) – 5:23
4. Witchcraft (Cy Coleman, Carolyn Leigh) – 4:30
5. When I Fall in Love (Victor Young, Edward Heyman)  – 4:52
6. Peri's Scope (Bill Evans) – 3:10
7. What Is This Thing Called Love? (Cole Porter) – 4:32
8. Spring is Here (Richard Rodgers, Lorenz Hart) – 5:02
9. Some Day My Prince Will Come (Frank Churchill, Larry Morey) – 4:50
10. Blue in Green (take 3) (Miles Davis, Evans) – 5:20
11. Blue in Green [mono] (take 2)  – 4:25

## Formazione
- Bill Evans – pianoforte
- Scott LaFaro – contrabbasso
- Paul Motian – batteria
- Orrin Keepnews – produzione
- Jack Higgins – ingegnere del suono
- George Horn – mastering